# 浅野長尚
浅野 長尚（あさの ながなお）は、江戸時代前期の備後国三次藩の世嗣。通称は松千代、又六郎。官位は従五位下・和泉守。

## 略歴
安芸国広島藩主・浅野光晟の次男として誕生。母は前田利常の3女・自昌院（満姫）。
浅野本家の家督は兄・綱晟が継いだため、長尚は明暦元年（1655年）に三次藩主・浅野長治の養子に入った。4月15日、4代将軍・徳川家綱に初御目見する。万治元年（1658年）12月27日には従五位下・和泉守に叙任された。しかしそのあと病にかかり、広島城に戻って養生していたが、そのまま回復せずに寛文6年（1666年）7月28日に広島で死去した。享年23。安芸国の日通寺に葬られた。法名は顔哲日容浄心院。
その後、弟・長照が養嗣子に入って家督を継いだ。